# Василівка (Рибницький район)
Василівка (рос. Васильевка; рум. Vasilievca) — село в Рибницькому районі в Молдові (Придністров'ї).
Згідно з переписом населення 2004 року у селі проживало 19,9% українців.